# Níjnie Kuriati
Níjnie Kuriati (en rus: Нижние Куряты) és un poble del krai de Krasnoiarsk, a Rússia, que el 2012 tenia 509 habitants. Pertany al districte de Karatuzski.